# Jardim Queiroz
Jardim Queiroz é um bairro da cidade de Patos, estado da Paraíba, que abriga uma zona de meretrício do município: o Baixo Meretrício.

## Histórico
Originário do Loteamento Jardim Queiroz, então pertencente ao homenageado Sebastião César de Queiroz (Basto Queiroz). O bairro foi extinto a partir de 24 de outubro de 2011, em face da implantação dos novos CEPs na cidade de Patos, passando a fazer parte do bairro Belo Horizonte. Mesmo assim, continua conhecido popularmente pela antiga denominação.

### Sebastião César de Queiroz (Basto Queiroz)
Nasceu em 19 de janeiro de 1898. Filho de Francisco Alves de Queiroz e Carlota Maria de Melo (nome de solteira), conhecida por "Carlota César". Casou-se 1ª vez com Paulina Castelina da Costa (nome de solteira), e 2ª vez com Severina Pereira de Queiroz. Foi proprietário do Armazém Nova Estrela, em Patos, e proprietário rural no município de Quixaba. Faleceu em 9 de maio de 1994.

## Baixo Meretrício
O Baixo Meretrício é uma zona de meretrício da cidade de Patos, estado da Paraíba. O local, próximo à linha férrea, no bairro Jardim Queiroz, enfrenta forte vulnerabilidade social e abriga a Escola Manoel Quinídio Sobral e a Unidade de Saúde Doutor Maurício Cajuaz.
A localidade preserva edificações antigas da cidade, algumas com mais de 70 anos. São vários os projetos de revitalização, incluindo a proposta de mudança do Terreiro do Forró para um terreno nas proximidades.